# Herbert Stradner
Herbert Stradner (* 23. Mai 1925 in Bad Pirawarth; † 23. Juli 2022) war ein österreichischer Paläontologe, der sich insbesondere mit Nannoplankton befasste.
Stradner studierte zunächst Medizin, wurde dann Lehrer und studierte anschließend Botanik und Paläobotanik. 1956 promovierte er in Wien über fossile Silicoflagellaten im Tertiär Österreichs. Von 1960 bis zu seinem Ruhestand 1990 arbeitete er für die Geologische Bundesanstalt. Dort richtete er ein Labor für Nannoplankton ein. Er nahm 1970, 1978 und 1980 an den Tiefseebohr-Erkundungen der Glomar Challenger teil.
Stradner war ein Pionier der Nannoplankton-Forschung (kalkhaltiges Nannoplankton, fossile Silicoflagelatten, Archaeomonaden, Diatomeen u. a.) und erkannte ihre Bedeutung für die Stratigraphie. Das begann 1959 mit einer Veröffentlichung über die Bedeutung von Discoasteriden für die Stratigraphie auf dem 5. World Petroleum Congress. Damals war er noch Lehrer. Er bot einer Ölgesellschaft an, seine These an deren Bohrkernen aus dem Matzen-Ölfeld nördlich Wien zu erproben und konnte dort damit erstmals das oberste Oligozän unterscheiden. Er beriet auch weiterhin Ölgesellschaften, auch nach seiner Pensionierung. Seine Arbeiten zur Stratigraphie mit Nannoplankton waren auch von großer Bedeutung für die Aufklärung der Entwicklung der Ostalpen und sorgten bei vielen der bei der österreichischen Landesaufnahme erstellten geologischen Karten für die Datierung der Sedimente.
Er war einer der Gründer der International Nannoplankton Association und einer der Organisatoren der ersten INA-Konferenz in Wien (1985). Er benannte rund 100 neue Taxa und veröffentlichte 70 wissenschaftliche Arbeiten.
2017 erhielt er die Eduard-Suess-Medaille.